# Kronggen
Kronggen is een bestuurslaag in het regentschap Grobogan van de provincie Midden-Java, Indonesië. Kronggen telt 7430 inwoners (volkstelling 2010).